# 九重九湯
九重九湯（ここのえきゅうとう）は、大分県九重町の町内に存在する温泉うち、特定の9つの温泉を指した呼称である。

## 概要
九重町内に存在する温泉のうち、宝泉寺温泉、壁湯温泉、川底温泉、竜門温泉、湯坪温泉、筋湯温泉、筌の口温泉、長者原温泉、寒の地獄温泉を九重九湯と呼ぶ。なお、九重町内にはこれら9つの温泉地以外にも温泉は存在するが、9という語呂合わせを崩さないために9湯の括りが変更されることなく、別に扱われている。
9という数字に因み、9月9日に九重九湯まつりが開催されている。
2007年10月、九重町観光協会は、公募に基づいて、町内にある温泉の新しい統一名称を、町を代表する名所となった九重“夢”大吊橋と同じ「“夢”」を含む九重“夢”温泉郷にすることを決定した。今後は、「九重九湯」に代えて新しい名称をPRにしていく予定である。

## 九重九湯一覧
- 宝泉寺温泉
- 壁湯温泉
- 川底温泉
- 竜門温泉
- 湯坪温泉
- 筋湯温泉
- 筌の口温泉
- 長者原温泉
- 寒の地獄温泉